# 埃迪娜·米勒
埃迪娜·米勒（德語：Edina Müller，1983年6月28日—），德国女子轮椅篮球、皮划艇运动员。她曾代表德国参加2008年、2012年、2016年和2020年夏季残疾人奥林匹克运动会，获得二枚金牌和二枚银牌。